# لايت إن بابيلون
لايت إن بابيلون هي فرقة دولية تأسست عام 2010 في إسطنبول، تركيا. يغنون أغاني بلغات مختلفة تجمع بين العبرية، التركية، الفارسية والإنجليزية.

## روابط خارجية
لايت إن بابيلون على موقع ميوزك برينز (الإنجليزية)
- لايت إن بابيلون على موقع أول ميوزيك (الإنجليزية)
- لايت إن بابيلون على موقع ديسكوغز (الإنجليزية)